# 2032
Rok 2032 / MMXXXII
stulecia: XX wiek ~
XXI wiek ~
XXII wiek

dziesięciolecia:
2000–2009 •
2010–2019 •
2020–2029 •
2030–2039

lata: 2022 «
2027 «
2028 «
2029 «
2030 «
2031 «
2032
» 2033
» 2034
 
 
 
 

## Rok 2032 ogłoszono
- Rokiem Świętym Jakubowym

## Wydarzenia sportowe
- 23 lipca – 8 sierpnia – letnie igrzyska olimpijskie w Brisbane

## Święta ruchome
- Tłusty czwartek: 5 lutego
- Ostatki: 10 lutego
- Popielec: 11 lutego
- Niedziela Palmowa: 21 marca
- Wielki Czwartek: 25 marca
- Wielki Piątek: 26 marca
- Wielka Sobota: 27 marca
- Wielkanoc: 28 marca
- Poniedziałek Wielkanocny: 29 marca
- Wniebowstąpienie Pańskie: 9 maja
- Zesłanie Ducha Świętego: 16 maja
- Boże Ciało: 27 maja[1]